# Фринолли, Джорджо
Джорджо Фринолли Пуццили (итал. Giorgio Frinolli Puzzilli; род. 12 июля 1970, Рим) — итальянский легкоатлет, специалист по барьерному бегу. Выступал за сборную Италии по лёгкой атлетике в 1991—2001 годах, обладатель серебряной медали Средиземноморских игр, бронзовый призёр Универсиады, трёхкратный чемпион Италии в беге на 400 метров с барьерами, участник летних Олимпийских игр в Сиднее. Тренер по лёгкой атлетике.

## Биография
Джорджо Фринолли родился 12 июля 1970 года в Риме. Сын известного барьериста Роберто Фринолли и пловчихи Даниэлы Бенек.
Впервые заявил о себе в лёгкой атлетике на международном уровне в сезоне 1991 года, когда вошёл в состав итальянской национальной сборной и выступил на Универсиаде в Шеффилде, где стал восьмым в беге на 400 метров с барьерами и вместе со своими соотечественниками выиграл бронзовую медаль в эстафете 4 × 400 метров (участвовал только в предварительном квалификационном забеге).
В 1993 году одержал победу на чемпионате Италии в барьерном беге на 400 метров, в той же дисциплине получил серебро на Средиземноморских играх в Нарбоне и выступил на чемпионате мира в Штутгарте, где не смог пройти дальше предварительного забега.
В 1994 году вновь выиграл чемпионат Италии в 400-метровом барьерном беге, стартовал на чемпионате Европы в Хельсинки.
После достаточно длительного перерыва, связанного с травмой, в 2000 году Фринолли добавил в послужной список ещё одну победу на итальянском чемпионате, вернулся в основной состав сборной и удостоился права защищать честь страны на летних Олимпийских играх в Сиднее. В программе бега на 400 метров с барьерами дошёл до стадии полуфиналов.
В июне 2001 года на соревнованиях в Милане установил свой личный рекорд в 400-метровом барьерном беге — 49,04. Принимал участие в Средиземноморских играх в Тунисе.
Завершил спортивную карьеру по окончании сезона 2003 года.
Впоследствии проявил себя на тренерском поприще, в частности его воспитанницей является известная бегунья на короткие дистанции Джессика Паолетта.